# Diagram
Diagram är en grafisk framställning av siffermässiga samband eller funktionssamband mellan olika variabler. Den presenterar siffrorna grafiskt, ofta med kurvor eller staplar.

## Vanliga typer

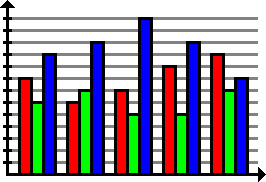
Stapeldiagram

Det finns ett antal olika diagramtyper:
- Bubbeldiagram
- Cirkeldiagram
- Histogram
- Kartogram
- Linjediagram (ibland graf)
- Polärdiagram
- Punktdiagram (en variant på linjediagram)
- Radardiagram (stundom spindelnätsdiagram)
- Stapeldiagram
- Stolpdiagram (en variant på stapeldiagram, histogram)
- Träddiagram
- Ytdiagram (en variant på linjediagram)

## Diagram för särskilda syften
- Sociogram visar sambanden mellan individer i en social grupp

## Huvudsakliga diagramtyper
Dessa diagramtyper är de huvudsakliga:
|  | - Träddiagram - Nätverksdiagram - Flödesschema - Venndiagram - Existensgraf |

|  | - Histogram - Stapeldiagram - Tårtdiagram - Funktionsgraf - Sambandsdiagram |

- Övriga typer:

|  | - Tågdiagram - Sprängskiss - Befolkningstäthet - Pioneer-plakett - Tredimensionellt diagram |